# HD 37209
HD 37209，又名BD-06 1255，SAO 132359、HR 1911，是一颗恒星，视星等为5.72，位于銀經209.81，銀緯-19.39，其B1900.0坐标为赤經5h 31m 42.5s，赤緯-6° -19.39′ 39″。